# Murska Sobota

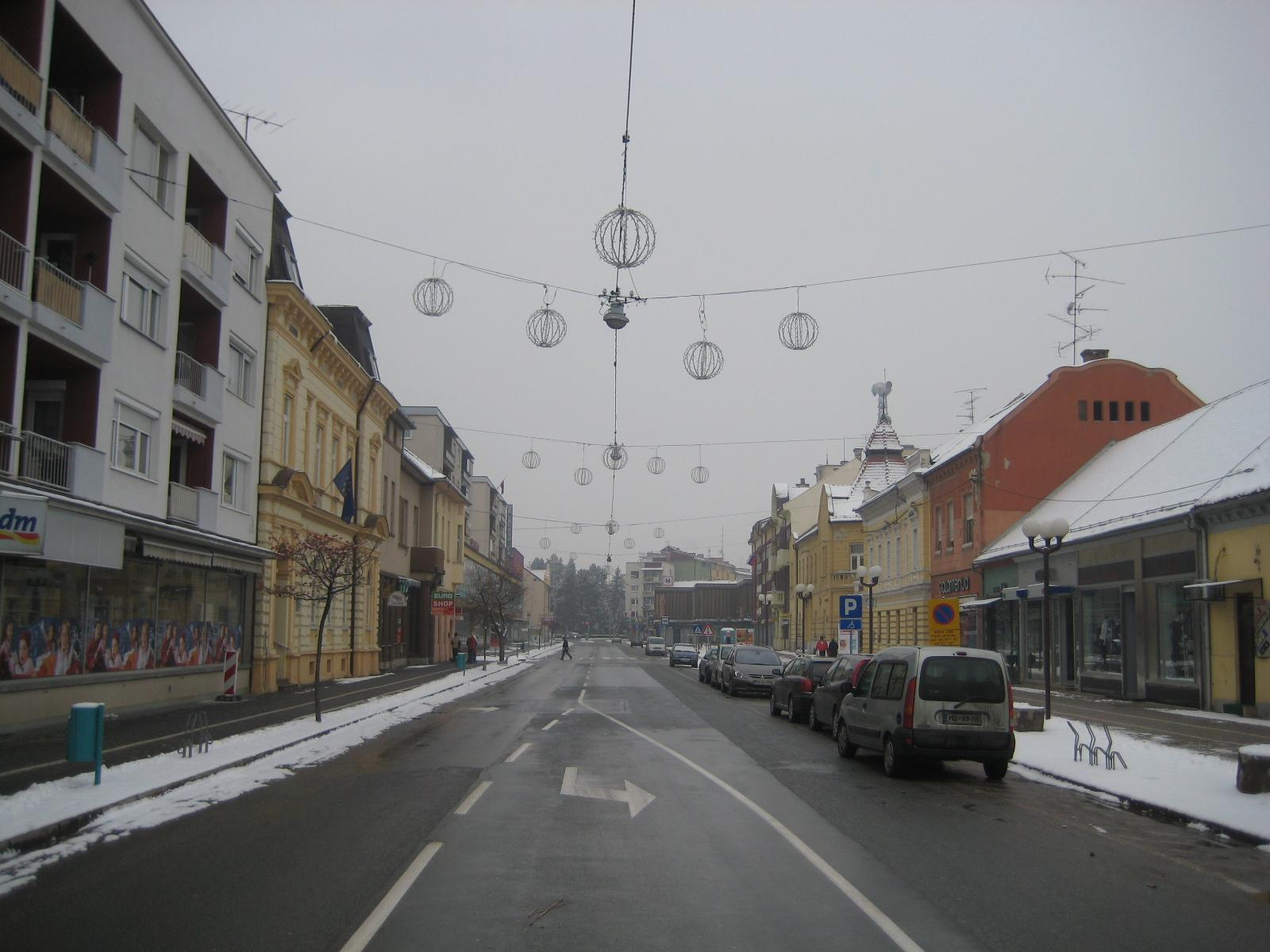
Centre de la ciutat

Murska Sobota (hongarès Muraszombat) és una ciutat i municipi del nord-est d'Eslovènia, situat prop del riu Mura (d'aquí ve el seu nom) de la regió de Prekmurje, de la qual és la seva capital regional.
El municipi té 20.080 habitants i fa frontera amb Àustria i Hongria. Fou la ciutat més septentrional de Iugoslàvia, i a través de la història ha passat de mans eslovenes, a croates i hongareses amb facilitat. A causa d'això, 3000 habitants són d'ètnia hongaresa. Els jueus hongaresos, molt importants en el seu temps, foren eliminats de Murska Sobota per l'Alemanya Nazi.
El 1991, durant els deu dies de guerra d'Eslovènia contra l'Exèrcit Federal de Iugoslàvia, Murska Sobota fou bombardejada per aire, sense víctimes i danys materials importants. Actualment és una ciutat pacífica que viu de les activitats regionals, indústria de la il·luminació, el comerç i el turisme.